# سحلية التمساح الصينية
سحلية التمساح الصينية (الاسم العلمي: Shinisaurus crocodilurus)، هي سحلية شبه مائية توجد فقط في الغابات الباردة في مقاطعات هونان وقوانغشي وقويتشو في جنوب الصين ومقاطعة كوينغ نينه في شمال فيتنام. تمضي سحلية التمساح الصينية معظم وقتها في المياه الضحلة أو في فروع الأشجار والغطاء النباتي، حيث تقوم بمطاردة فرائسها من الحشرات والحلزونات والشراغيف (صغار الضفادع) والديدان. أما في الأسر قد تتغذى على صغار الفئران.